# جوایز موسیقی آمریکا
جوایز موسیقی آمریکا (به انگلیسی: American Music Awards) نام یک مراسم سالانهٔ موسیقی است که به هنرمندان برتر موسیقی جایزه می‌دهد. تفاوت اصلی این مراسم با مراسم‌های دیگر در این است که برندگان با رأی مستقیم مردم انتخاب می‌شود نه رأی اعضای آکادمی. هنرمندی که بیشترین جایزه را در این مسابقه دارد تیلور سویفت است که ۴۰ تا جایزه که شامل هنرمند این دهه می‌شود را دارد.

## رده‌ها
- هنرمند سال
- هنرمند جدید سال

## استثناء
این مراسم فقط به هنرمندان اهل آمریکا جایزه می‌دهد اما در این بین به بعضی از هنرمندان غیرآمریکایی همانند: دوا لیپا،
التون جان، شکیرا، جاستین بیبر، جرج مایکل، ریانا، سلین دیون، انریکه ایگلسیاس، شنایا تواین، دف لپارد، میوز و اسپایس گرلز به خاطر محبوبیت شان در آمریکا نیز جایزه داده‌است.

## هنرمندان با بیشترین تعداد جایزه برنده شده در یک شب
- مایکل جکسون ۸ جایزه (۱۹۸۴)
- ویتنی هوستون ۸ جایزه (۱۹۹۴)

## جوایز ویژه
در سال ۲۰۰۰ این مراسم تصمیم گرفت تا هنرمند برتر هر دهه را انتخاب کند. مطابق نظر برخی از منابع معتبر این جایزه نباید در بین جوایز هنرمندان ثبت شود.
- دهه ۱۹۵۰: الویس پریسلی
- دهه ۱۹۶۰: بیتلز
- دهه ۱۹۷۰: استیو واندر
- دهه ۱۹۸۰: مایکل جکسون
- دهه ۱۹۹۰: گارث بروکس
- سال ۲۰۱۹:تیلور سوییفت

## شرح مراسم

### ۲۰۱۱
۳۹اُمین مراسم جوایز موسیقی آمریکا در ۲۰ نوامبر ۲۰۱۱ (‎۲۹ آبان ۱۳۹۰) به مدت ۱۸۰ دقیقه در تئاتر نوکیا در لس‌آنجلس، آمریکا برگزار شد.
بزرگ‌ترین برندگان سال ۲۰۱۱، تیلور سوئیفت و ادل بودند.